# Zetsuai 1989
Zetsuai 1989 (絶愛-1989-?, Zetsuai: 1989) è un manga yaoi di Minami Ozaki, pubblicato in origine nella rivista Margaret dalle edizioni Shūeisha a partire dal 1989. I cinque volumi rilegati sono usciti in Giappone fra il 1990 e il 1991. Zetsuai è celebre per la sua trama melodrammatica, quasi operistica, i suoi personaggi disturbati, e per lo stile di disegno controverso.
"Zetsu-ai" è una parola composta creata dalla stessa Minami Ozaki, tradotta come "amore disperato". E in effetti, emozioni disperate, senza freni, caratterizzano le storie d'amore (quasi sempre omosessuale), spesso violente, fra i protagonisti.
La serie, di cinque volumi, è stata tradotta in italiano dalla Panini Comics nel 2002. Zetsuai 1989 ha dato luogo a un seguito Bronze: Zetsuai since 1989 (non tradotto in italiano), la cui pubblicazione è iniziata nel 1992, e che si è concluso nel 2006 con 14 volumi totali. Nel 1992 dal manga venne anche tratto un OAV.

## Trama
La trama narra di un cantante "idol", Koji Nanjo, e del suo incontro, apparentemente dato dal caso, con un liceale, Takuto Izumi, con la passione sfrenata per il calcio. Dopo questo incontro, Koji, fino ad allora considerato il classico "sciupafemmine", sente crescere una passione inarrestabile per Takuto, tutto ciò provocato da un ricordo del cantante, che raffigurava una ragazzina che sei anni prima lo stesso aveva incontrato su un campo da calcio restandone sbalordito e innamorato.
All'inizio, Koji, preso alla sprovvista dai suoi stessi sentimenti, cerca di soffocare la passione che sente crescere dentro di lui, fino a che, non riuscendo più a sopportare di reprimersi, accetta il suo amore omosessuale, e inizia con Takuto un rapporto difficile, complicato anche dal carattere diffidente di Takuto, che non vuole saperne di lui neppure come amico.
Koji dovrà quindi cercare di superare le resistenze di Takuto, dovute ad un passato piuttosto tormentato, fino ad arrivare ad usare la violenza contro lo stesso Takuto, una violenza piena di passione e dettata dallo sragionare dell'amore.

## Media

### Manga
Il manga originale è nato inizialmente come spin-off di Dokusen yoku, un dōjinshi di Capitan Tsubasa. In tale storia si narra della coppia Kojiro Hyuga (Mark Lenders) e Ken Wakashimazu (Ed Warner), che è divenuta immensamente popolare ed è stata paragonata al classico abbinamento di fantascienza con i personaggi Kirk e Spock di Star Trek. La solita dinamica è presente anche nel dōjinshi dove la relazione di Kojiro e Ken è basata sulla fiducia. Kojiro è l'uomo di famiglia per via della morte di suo padre mentre Ken è l'erede di una scuola di arti marziali che si sente costantemente sotto pressione per lasciare il calcio e subisce un infortunio cercando di essere il migliore in entrambi i campi. I ragazzi si sostengono a vicenda e alla fine la loro profonda amicizia diventa amore.
La serie, scritta e illustrata da Minami Ozaki, è stata serializzata dal 1989 al 1991 sulla rivista Margaret edita da Shūeisha. I capitoli sono stati raccolti in 5 volumi tankōbon pubblicati dal 30 gennaio 1990 al 30 marzo 1991.
Tuttavia la storia è stata interrotta dall'autrice che ha poi deciso di riprenderla nel 1992 con la serie Bronze: Zetsuai Since 1989. Quest'ultima è stata serializzata dal 1992 al 2006 sempre su Margaret e raccolta in 14 volumi tankōbon pubblicati dal 29 gennaio 1992 al 24 marzo 2006.
In Italia la serie originale è stata pubblicata da Panini Comics sotto l'etichetta Planet Manga dal 30 giugno al 30 ottobre 2002.
La serie è stata distribuita anche in Francia da Tonkam, in Germania da Carlsen Verlag, dove è stato tra l'altro il primo manga shōnen'ai ad essere distribuito in tale Paese, e in Spagna da Glénat España.

#### Volumi
| Zetsuai 1989 (5 volumi)                |                   |                    |                   |
| 1                                      | 30 gennaio 1990   | ISBN 4-08-849611-6 | 30 giugno 2002    |
| 2                                      | 23 aprile 1990    | ISBN 4-08-849639-6 | 30 luglio 2002    |
| 3                                      | 30 luglio 1990    | ISBN 4-08-849666-3 | 30 agosto 2002    |
| 4                                      | 30 novembre 1990  | ISBN 4-08-849703-1 | 30 settembre 2002 |
| 5                                      | 30 marzo 1991     | ISBN 4-08-849740-6 | 30 ottobre 2002   |
| Bronze: Zetsuai Since 1989 (14 volumi) |                   |                    |                   |
| 1                                      | 29 gennaio 1992   | ISBN 4-08-849841-0 | —                 |
| 2                                      | 28 luglio 1993    | ISBN 4-08-848113-5 | —                 |
| 3                                      | 30 gennaio 1994   | ISBN 4-08-848173-9 | —                 |
| 4                                      | 30 maggio 1994    | ISBN 4-08-848213-1 | —                 |
| 5                                      | 30 luglio 1994    | ISBN 4-08-848233-6 | —                 |
| 6                                      | 21 dicembre 1994  | ISBN 4-08-848283-2 | —                 |
| 7                                      | 20 dicembre 1995  | ISBN 4-08-848436-3 | —                 |
| 8                                      | 21 dicembre 1996  | ISBN 4-08-848585-8 | —                 |
| 9                                      | 24 marzo 1997     | ISBN 4-08-848624-2 | —                 |
| 10                                     | 30 novembre 1998  | ISBN 4-08-848883-0 | —                 |
| 11                                     | 30 gennaio 2000   | ISBN 4-08-847165-2 | —                 |
| 12                                     | 30 marzo 2003     | ISBN 4-08-847609-3 | —                 |
| 13                                     | 30 settembre 2003 | ISBN 4-08-847665-4 | —                 |
| 14                                     | 24 marzo 2006     | ISBN 4-08-846040-5 | —                 |

### Anime
Dal franchise sono stati tratti alcuni OAV, il primo è dedicato a Zetsuai 1989 ed è uscito il 29 luglio 1992. Bronze: Zetsuai Since 1989 invece è stato trasposto in due differenti OAV, Bronze: Cathexis, che non è altri che una raccolta di cinque video musicali originali, pubblicato il 6 luglio 1994 e Bronze: Zetsuai Since 1989 distribuito il 4 dicembre 1996. I protagonisti Koji Nanjo e Takuto Izumi sono doppiati rispettivamente da Shō Hayami e Takehito Koyasu.

#### Episodi
| Nº | Titolo italiano (traduzione letterale) Giapponese 「Kanji」 - Rōmaji | Prima edizione  | Prima edizione |
| Nº | Titolo italiano (traduzione letterale) Giapponese 「Kanji」 - Rōmaji | Giapponese      |                |
| 1  | Amore disperato: 1989 「絶愛-1989-」 - Zetsuai: 1989                 | 29 luglio 1992  |                |
| 2  | KoJI NANJo BRONZO investimento 「BRONZE KoJI NANJo cathexis」        | 6 luglio 1994   |                |
| 3  | AMORE DISPERATO BRONZO dal 1989 「BRONZE ZETSUAI since 1989」        | 4 dicembre 1996 |                |

#### Doppiaggio
| Personaggio                         | Doppiatore originale                           |
| ----------------------------------- | ---------------------------------------------- |
| Koji Nanjo                          | Shō Hayami                                     |
| Takuto Izumi                        | Takehito Koyasu Miyuki Matsushita (da bambino) |
| Yuugou Izumi                        | Etsuko Nishimoto                               |
| Katsumi Shibuya                     | Kappei Yamaguchi                               |
| Padre di Takuto                     | Katsumi Suzuki                                 |
| Serika                              | Kumiko Nishihara                               |
| Attrice                             | Manami Maruyama                                |
| Madre adottiva                      | Miho Yoshida                                   |
| Maestra di Izumi                    | Naoko Ishii                                    |
| Madre di Takuto                     | Tomoko Munakata                                |
| Presidente della produzione Shibuya | Tomomichi Nishimura                            |

### Drama-CD
Sono stati realizzati anche dei radiodrammi e tre drama-CD pubblicati in Giappone rispettivamente il 10 marzo 1993, il 25 marzo 2003 e il 25 settembre 2003. Spesso i personaggi cantavano alcune delle canzoni i cui testi erano scritti da Minami Ozaki, autrice del manga originale.

### Light novel
Dalla serie sono state tratte anche quattro diverse light novel tutte edite in Giappone da Shūeisha. I romanzi sono stati scritti da Akiyama Rin e illustrati da Minami Ozaki. La trama è per lo più incentrata sulla famiglia Nanjo (in particolare nella serie di Kaen danshō), ad esempio viene narrata la storia del fratello maggiore di Koji, Nanjo Hirose.
| Nº | Titolo italiano (traduzione letterale) Giapponese 「Kanji」 - Rōmaji | Data di prima pubblicazione         | Data di prima pubblicazione |
| Nº | Titolo italiano (traduzione letterale) Giapponese 「Kanji」 - Rōmaji | Giapponese                          |                             |
| 1  | Frammento di un frammento 「華冤断章」 - Kaen danshō | 18 luglio 1997 ISBN 4-08-702004-5   |                             |
| 2  | Amore disperato Since 1989 「絶愛 Since 1989」 - Zetsuai Since 1989 | 15 dicembre 1997 ISBN 4-08-702008-8 |                             |
| 3  | Il capitolo del destino - Il discendente del traditore 「華冤断章－裏切り者の末裔」 - Kaen danshō – Uragirimono no matsuei                                                               | 16 gennaio 1998 ISBN 4-08-702010-X  |                             |
| 4  | Il capitolo del diavolo - La città dove è nato l'imperatore sotterraneo del diavolo 「華冤断章－悪魔の棲む地下 帝王の生誕れる街」 - Kaen danshō – Yami no sumu ie, king no umareru machi | 5 agosto 1998 ISBN 4-08-702012-6    |                             |

## Accoglienza
Al momento della sua stesura, il genere nel suo insieme non era comunemente riconosciuto da coloro che non erano gli autori, ma Zetsuai 1989 è considerato una delle "opere principali" dello yaoi e "una delle più grandi icone dello shōnen-ai. Koji e Izumi sono descritti come Romeo e Giulietta in chiave shōnen-ai. Erano presenti poche scene di sesso esplicito in quanto la serie era "cavalcata dall'angoscia" e presentava "molto sangue" attraverso temi di autolesionismo e incidenti. Le opere di Ozaki sono state descritte come "psicodrammi erotici prolungati" e Zetsuai 1989 è il "più famoso" di questi.
La rappresentazione dell'amore nella serie è stata descritta come "quasi violenta", ed è stata considerata come una "vera rivelazione" per le lettrici. Il personaggio della madre di Izumi è stato critico da Kazuko Suzuki come esempio di yaoi che mostra "immagini estremamente negative delle madri". Anime News Network ha criticato il tono melodrammatico dell'OAV BRONZE ZETSUAI since 1989 descrivendo lo stile artistico "come il libro di lavoro di uno stilista" ma un character design "orribilmente mutato" e "disgustoso". Matt Thorn descrive la relazione tra Koji e Nanjo e Takuto Izumi come una "storia d'amore intensa e spesso cupa", affermando che "se ti piace il tuo shônen-ai (o "sfregio") intenso, non cercare altrove".